# Patrice Serre
Patrice Serre, né le 15 juin 1978 à Montfermeil (Seine-Saint-Denis), est un joueur français de rugby à XV qui évolue au poste d'ailier. Il joue notamment au sein de l'effectif du SC Albi de 2002 à 2011.

## Biographie
Peu utilisé par le RC Narbonne, Patrice Serre arrive au Sporting club albigeois en 2002, année de l'accession du club en Pro D2. Il débute dans le Top 14 le 19 août 2006 à l’occasion d'un match contre l'Aviron bayonnais, lors duquel il inscrit ses deux premiers essais dans le Top 14. Il fait partie de l'effectif du club jusqu'en 2011, année durant laquelle il met un terme à sa carrière professionnelle.
Il rejoint alors le club de rugby de Carmaux comme joueur. Il passera ensuite entraîneur avec Lionel Viguier pour la saison 2013-2014, saison de la descente de Carmaux en division Honneur. 
À partir d'août 2014, il entraîne l'équipe de Saint-Juery Arthès en promotion d'honneur aux côtés de Lionel Viguier. Au terme d'une bonne saison 2015-2016, le SJAO accède à la division honneur pour la saison 2016-2017. Il donne également un coup de main à l'équipe professionnelle du SJOA XV en tant que joueur en cas de besoin.

## Carrière
- 2001-2002 : RC Narbonne
- 2002-2011 : SC Albi
- 2011-2014 : US Carmaux
- 2014-2017 : Saint-Juery Arthès olympique

## Palmarès

### En club
- Vainqueur des phases finales du championnat de France Pro D2 : 2006

### Personnel
- 2e meilleur marqueur d'essai de Pro D2 : 2005 (12, ex-aequo avec Julien Saubade, soit 4 de moins que le premier Martin Jagr)[1]